# Sadus
Sadus är ett amerikanskt death/thrash metal-band från Kalifornien. Bandet släppte själva sitt första album, Illusions (Chemical Exposure) 1988. Detta album drog till sig uppmärksamhet från olika skivbolag och det slutade med att de släppte sitt andra och tredje album, Swallowed in Black och A Vision of Misery med Roadrunner Records.
Steve DiGiorgio, känd för att ha spelat i band som Autopsy, Death och Testament var medlem i bandet sedan dess grundande 1984 tillsammans med Jon Allen och Darren Travis.

## Medlemmar
Senaste medlemmar
- Darren Travis – sång, gitarr (1984–2015, 2017–)
- Jon Allen – trummor (1984–2015, 2027–)

Tidigare medlemmar
- Rob Moore – gitarr (1984–1993)
- Steve DiGiorgio – basgitarr, bakgrundssång (1984–2015)

## Diskografi
Demo
- Death to Posers (aka D.T.P.) (1986)
- Certain Death (1987)
- The Wake of Severity (1989)
- Red Demo (1994)

Studioalbum
- Illusions (1988)
- Swallowed in Black (1990)
- A Vision of Misery (1992)
- Elements of Anger (1997)
- Out for Blood (2006)

Livealbum
- Live in Chile (2015)

Samlingsalbum
- Chronicles of Chaos (1997)
- D.T.P. Demo 1986 (2003)

Video
- Live in Santiago / Chile (DVD) (2005)

Annat
- Raging Death (1987) (delad 12" vinyl: Sadus / Lethal Presence / Xecutioner / Betrayel / R.A.V.A.G.E.)